# Fackklubb 459 – Sista striden på bagarn
Fackklubb 459 - Sista striden på bagarn är en svensk dokumentärfilm från 2004 i regi av Susanna Edwards och Mikael Olsson Al Safandi som också var producent för filmen med klippning av Helena Fredriksson. Den handlar om den Livsmedelsarbetareförbundet-anslutna klubben nummer 459 och dess sista fackliga strid. Ordföranden Frances Tuuloskorpi hade under de tidigare 20 åren vunnit en rad segrar och arbetsplatsen har därför lokala avtal som är bättre än de centrala kollektivavtalen. Men företaget, Bageri Skogaholm, har slutligen bestämt sig att bageriet skall bort.